# Epicóndilo
Un epicóndilo (del griego epi, "sobre", y "cóndilo") es una eminencia ósea ubicada sobre el cóndilo de un hueso.
Sirven principalmente para la inserción de músculos y ligamentos. Se encuentran en los miembros superior e inferior.
En anatomía humana, este término describe a cuatro estructuras:
- Epicóndilo medial del húmero.
- Epicóndilo lateral del húmero.
- Epicóndilo medial del fémur.
- Epicóndilo lateral del fémur.

En una nomenclatura antigua, este concepto se refiere únicamente al epicóndilo lateral del húmero.
- Datos: Q1788932